# 馬克·霍恩舒
馬克·霍恩舒（德語：Marc Hornschuh；1991年3月2日—）是一位德國足球運動員。在場上的位置是中後衛。現效力於瑞士足球超级联赛球隊蘇黎世。